# Jordan Henderson
Jordan Brian Henderson (Sunderland, Anglaterra, 17 de juny de 1990) és un jugador professional de futbol anglès que juga com a migcampista a l'AFC Ajax i l'equip nacional d'Anglaterra.

## Palmarès
Liverpool FC
- 1 Campionat del Món de Clubs: 2019.
- 1 Lliga de Campions de la UEFA: 2018-19.
- 1 Supercopa d'Europa: 2019.
- 1 Premier League: 2019-20.
- 1 Copa anglesa: 2021-22
- 2 Copes de la Lliga anglesa: 2011-12, 2021-22.
- 1 Community Shield: 2022.